# Sonnenprojektionsmethode
Die Sonnenprojektionsmethode ist eine Beobachtungsmethode der Astronomie und ergibt sich aus der Verwendung eines Teleskops (in der Regel eines Fraunhofer-Refraktors), welches das ankommende Licht von der Sonne über ein Okular auf eine Projektionsfläche wirft (zum Beispiel ein Stück weiße Pappe).

## Anwendung
Diese Projektionsfläche wird dabei im Abstand von etwa 30 cm vom Okular platziert. Dort wird über die Fokussiereinheit des Teleskops das Bild der Sonne scharfgestellt. Der große Vorteil dieser Beobachtungsmethode ist, dass das Objekt auch von Gruppen beobachtet werden kann.
Mit dieser Methode kann die Sonne bedenkenlos beobachtet werden, da man dabei nicht direkt in ihr gleißendes Licht schaut.

## Gefahrenhinweise
Auch bei dieser Beobachtungsmethode der Sonne darf das Teleskop niemals unbeaufsichtigt sein.
Kinder könnten das Okular des Teleskops drehen und direkt hineinschauen.
Das Auge wäre durch das Objektiv und das Okular des Teleskops der vollen und konzentrierten Sonneneinstrahlung schutzlos ausgesetzt. 
Schwere Augenschäden (etwa Netzhautverbrennungen) wären die Folge, bis hin zu Erblindung. 
Durch die Wärme können weiterhin auch Schäden am Teleskop verursacht werden. Es sollten nur einfache, unverkittete Okulare verwendet werden,  z. B. von Huygens, Ramsden, Mittenzwey. Auch das Objektiv sollte unverkittet sein. Refraktoren des Fraunhofertyps sind gut geeignet. Spiegelteleskope sind dagegen wegen der starken Erwärmung des Fangspiegels für diese Art der Beobachtung ungeeignet und können beschädigt werden.